# Șkîrmanivka, Șostka
Șkîrmanivka (în ucraineană Шкирманівка) este un sat în comuna Mîronivka din raionul Șostka, regiunea Sumî, Ucraina.

## Demografie
Componența lingvistică a localității Șkîrmanivka
     Ucraineană (97,02%)
     Rusă (2,98%)
Conform recensământului din 2001, majoritatea populației localității Șkîrmanivka era vorbitoare de ucraineană (97,02%), existând în minoritate și vorbitori de rusă (2,98%).